# Escuadrilla de Alta Acrobacia Halcones
La Escuadrilla de alta acrobacia Halcones, llamada simplemente Halcones, es un grupo de siete oficiales activos de la Fuerza Aérea de Chile (FACh) entrenados para realizar acrobacias aéreas, siendo estos campeones mundiales de dicha disciplina. En la actualidad operan seis aviones GameBird GB1 y pertenecen al Grupo de Presentaciones de la FACh.
Han hecho presentaciones en Argentina, Bélgica, Bolivia, Brasil, Canadá, Colombia, Ecuador, Estados Unidos, Francia, Inglaterra, Israel, Perú y Uruguay.

## Historia
Sus inicios se remontan al grupo acrobático Cóndores de Plata, perteneciente al Grupo de Aviación N° 7, con Base en Los Cerrillos, Santiago y que operaba aviones Lockheed P-80, los cuales se mantuvieron activos entre 1958 y 1967, fecha en la que se disuelve la escuadrilla al retirarse el material de vuelo del grupo de aviación.
Consecuente con esta tradición e interesados en que la ciudadanía conociera más de cerca las actividades de la Fuerza Aérea, es que el 14 de enero de 1981, se firma el decreto supremo que oficializa en la creación de la "Escuadrilla de Alta Acrobacia Halcones", como una Unidad dedicada exclusivamente a realizar presentaciones de acrobacia aérea del más alto nivel de destreza y con la misión de fomentar una conciencia aérea nacional, establecer un vínculo de comunicación con la ciudadanía, a través de un medio dinámico y motivador para mostrar el desarrollo constante de hombres y máquinas en una institución moderna.
Su primer Líder fue el Comandante de Escuadrilla (A) Don Hernán Gabrielli Rojas, quien materializó este proyecto del Alto Mando, dando vida junto a sus primeros integrantes, a la que se convertiría en una verdadera escuela de alta acrobacia aérea, fundada en una sólida disciplina profesional y marcada desde sus inicios por la singular mística que distingue a lo largo de su historia a todos quienes la han integrado. Sobre estas bases y con visión de futuro se creó esta Unidad, que con el tiempo se ganaría un importante espacio en el afecto sincero de los chilenos y el reconocimiento de la comunidad aeronáutica militar y civil del mundo entero.
Los oficiales pilotos del primer team - todos voluntarios - recibieron instrucción en Estados Unidos, en el mismo material que la Fuerza Aérea adquirió para sus operaciones, aviones Pitts S2B y S2S. Por otra parte, se formó un equipo de suboficiales especialistas en las diferentes áreas del necesario y riguroso mantenimiento de los nuevos aviones. Su primera base de operaciones es la Base Aérea El Bosque.
En sus primeros diez años de actividades, 22 oficiales pilotos formaron 9 teams de presentación, realizando 400 exhibiciones en Chile. En 1985 la Escuadrilla voló en sus aviones Pitts hasta Ecuador para presentarse por primera vez y con singular éxito en el extranjero, con motivo del aniversario de la Fuerza Aérea de ese país en la ciudad de Guayaquil. Ya en 1987 hizo su primera incursión en Europa, presentándose en la más importante feria militar de aviación del Viejo Continente, el Royal International Air Tattoo de Inglaterra.
A ese mismo evento, la Escuadrilla volvería en 1989 para consagrarse como la mejor presentación aérea y obtener el trofeo Best Air Display. Ese mismo año, los Halcones agregaron a las banderas de Ecuador e Inglaterra, el emblema de Bélgica en el fuselaje de sus aviones, como testimonio de sus vuelos y presentaciones sobre esos países y el cruce del Canal de la Mancha (Dover a Calais) al celebrarse 80 años de la hazaña del aviador francés H. Bleriot.
Las presentaciones del equipo en el país y en el mundo durante sus primeros 10 años de operación, acrecentaron el prestigio de la Fuerza Aérea de Chile y permitieron en todas partes, mostrar la disciplina y las capacidades profesionales y humanas del personal.

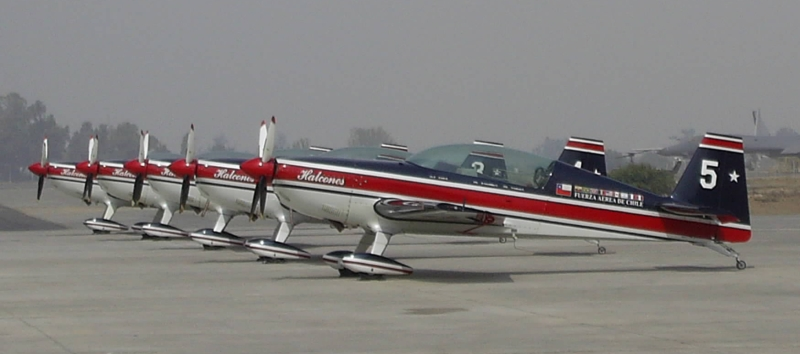
Halcones en la FIDAE.

Conforme al exitoso cumplimiento de la misión que el Alto Mando encomendara a la Escuadrilla de Alta Acrobacia Halcones y nuevamente con visión de futuro, éste decide en 1990 reemplazar su característico biplano Pitts Special, por aviones acrobáticos de última generación y de nuevas tecnologías de diseño y construcción. Se evalúa material nacional como el ENAER T-35 Pillán e internacional. Finalmente se ordena la fabricación de seis aviones Extra 300 como nueva flota del equipo, enviando a Alemania a la ciudad de Düsserdorf al siguiente personal:
CDB (I) Marcelo Schönherr Schmit.
Cbo 1° Fabián Medina Orellana (Tripulante de Avión)
Cbo 2° Teobaldo Cancino Labarca. (Tripulante de Avión).
Cbo. Carlos Lavín Valerio. (Tripulante de Avión).

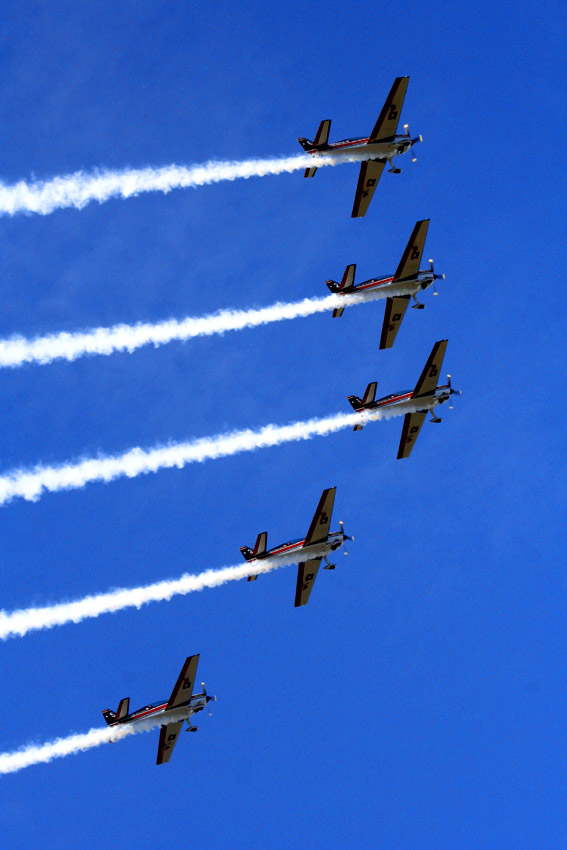
Los Halcones sobrevolando los cielos del litoral central de Chile.

Así entonces y producto de una superación constante, la Escuadrilla continuó cumpliendo su misión en los cielos de todo el mundo. Varias generaciones de pilotos y mecánicos han cimentado su actual prestigio internacional, siendo admirados y aplaudidos por exigentes públicos en las más importantes ferias aeronáuticas y en los más significativos eventos de la aviación militar de los Estados Unidos, Inglaterra, Francia, Israel, Bélgica, Ecuador, Perú y Chile.
En muchos de estos lugares sus presentaciones han sido señaladas con distinciones y premios, destacando el obtenido en la ciudad de Évreux, Francia, donde fueron galardonados como Campeones Mundiales de acrobacia aérea.
El alto grado de experiencia y conocimiento de la compleja especialidad del vuelo acrobático, conseguido en más de 20 años de experiencia operativa, han significado que el diseño de sus sistemas de instrucción, operaciones y seguridad y sus estructuras administrativas, hayan sido requeridas como modelo para unidades similares en otras fuerzas aéreas.
La llegada del nuevo siglo, encuentra a la Escuadrilla de Alta Acrobacia Halcones en su período de total madurez profesional. Es así como en marzo de 2003 renueva su material de vuelo con el Extra EA 300L, una versión de mejores prestaciones que el entonces Extra EA 300 en uso.
En la actualidad, la Escuadrilla continúa cumpliendo con la misión de fomentar una conciencia aérea nacional, mostrando las capacidades profesionales de los integrantes de la Institución y motivando con sus presentaciones, a los jóvenes que formarán el futuro de la Fuerza Aérea de Chile. Terminadas sus actividades en Fidae 2006, se procedió a establecerse en la Escuela de Aviación del Capitán Manuel Ávalos Prado, ubicada en la Base Aérea " El Bosque" adquiriendo sus transitorias instalaciones.
El 10 de agosto de 2012, la unidad acrobática participó del desfile aéreo llevado a cabo en la Escuela de Aviación Militar (Córdoba) de la Fuerza Aérea Argentina en conmemoración del centenario de la aviación militar argentina.
El 5 de marzo de 2019, se confirmó por parte de la FACh, que el nuevo avión de la Escuadrilla es el GameComposites GameBird GB1, siete de los cuales comenzarán a llegar a Chile a partir de julio de este año. Tras completar la instrucción de las aeronaves, debieran debutar en FIDAE 2020.

## Aeronaves
| Aeronave                   | Número                      | Año                 |
| -------------------------- | --------------------------- | ------------------- |
| Pitts Special              | - 2 S2S (solo) - 5 S2A      | 1981-1990           |
| Extra EA-300 Extra EA-300L | 6 Extra 300 6 Extra EA-300L | 1990-2003 2003-2021 |
| Gamebird GB1               | 6 Gamebird GB1              | 2021-actualidad     |

### Pitts Special
Después de haber efectuado un profundo análisis por parte del Alto Mando Institucional, en el cual se consideró la geografía de nuestro territorio en conjunto con los tipos de pistas, se determinó que el mejor material de vuelo era el PITTS, debido a sus performances sobresalientes y bajo costo de operación.

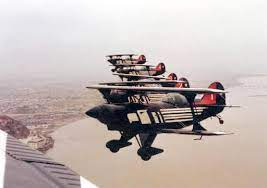
Pitts Special de los Halcones.

La Fuerza Aérea adquirió los modelos S-2A (biplaza) y el S-2S (avión para el solo). Este ágil biplano de procedencia norteamericana es propulsado por un motor Lycoming y una hélice bipala metálica.
Alrededor de 400 presentaciones realizaron los Halcones con los aviones Pitts en el país (desde Arica a Castro) y en el extranjero. En esos años, el prestigio adquirido en Chile por los pilotos de la Escuadrilla trascendió rápidamente las fronteras, recibiéndose numerosas invitaciones a eventos internacionales, materializándose las siguientes: 
| Año  | Evento                                                | País        |
| ---- | ----------------------------------------------------- | ----------- |
| 1985 | Aniversario Fuerza Aérea de Ecuador.                  | Ecuador     |
| 1987 | Internacional Air Tattoo.                             | Reino Unido |
| 1988 | Aniversario Fuerza Aérea de Brasil.                   | Brasil      |
| 1989 | Sanicole Air Show.                                    | Bélgica     |
| 1989 | International Air Tattoo y 4.º Aniversario de la OTAN | Reino Unido |

La última presentación de esta aeronave se realizó el 25 de febrero de 1990.

### Extra EA300 (1990 - 2003)
Con la aparición de nuevos diseños, fabricados en materiales compuestos que mejoran notablemente el desempeño del avión, permitiéndole soportar un mayor factor de carga, la FACh realizó el reemplazo del biplano Pitts Special por un nuevo avión.

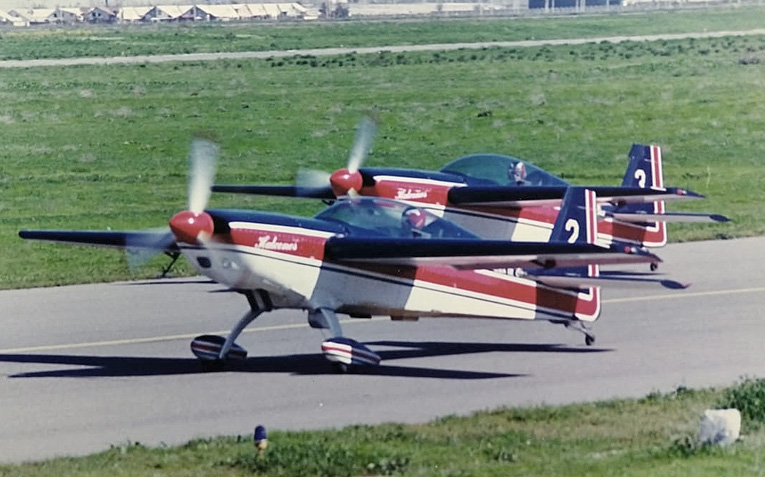
Extra 300 de los Halcones preparándose para el despegue.

A pesar de que incluso la ENAER propone una versión especial del Pillán para el equipo acrobático, se decide el uso de una aeronave especializada, el Extra 300 de origen alemán.

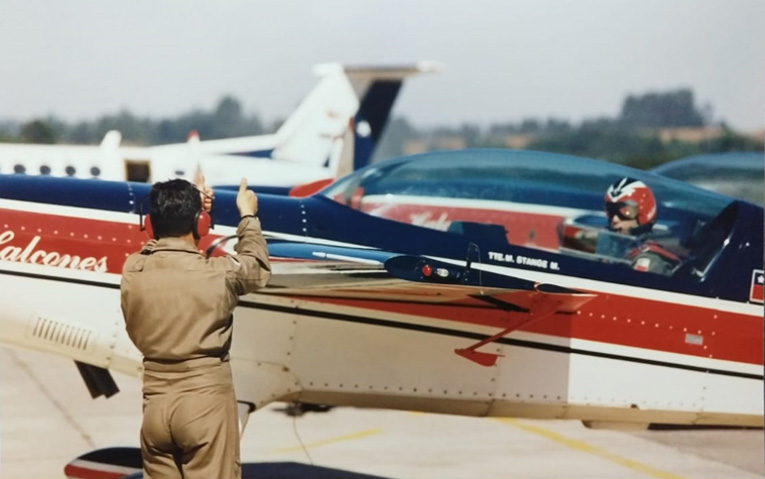
Extra 300 de los Halcones piloteado por el entonces Teniente (A) Miguel Stange M.

Alrededor de 400 presentaciones realizó la Escuadrilla con esta aeronave, tanto en Chile (de Arica a Punta Arenas, además de la Isla de Pascua) como en el extranjero:
| Año  | Evento                                   | País           |
| ---- | ---------------------------------------- | -------------- |
| 1990 | Springfield Air Rendezvous.              | Estados Unidos |
| 1993 | International Air Tattoo.                | Reino Unido    |
| 1995 | Abbotsford International Air Show.       | Canadá         |
| 1995 | Open House Air Show.                     | Estados Unidos |
| 1997 | Aniversario USAF.                        | Estados Unidos |
| 1998 | Aniversario Fuerza Aérea de Israel.      | Israel         |
| 1998 | Primer Mundial de Patrullas Acrobáticas. | Francia        |
| 2001 | Aniversario Fuerza Aérea de Ecuador.     | Ecuador        |
| 2001 | Escuela de Aviación.                     | Perú           |
| 2002 | 50.º Aniversario Esquadrilha da Fumaça.  | Brasil         |
| 2002 | International Air Tattoo.                | Reino Unido    |

Pilotos campeones del Mundo en 1998
Halcón N.º 1 CDB (A) Cristian Eguia Calvo.
Halcón N.º 2 CDB (A) Miguel Stange Muñoz.
Halcón N.º 3 CDB (A) Rafael Carvallo Fuster.
Halcón N.º 4 TTE (A) Paolo Valdés Gómez.
Halcón N.º 5 TTE (A) Luis Cortés Sepúlveda.
Halcón N.º 6 TTE (A) Andrés Leiva Divasto.
La última presentación efectuada por el avión Extra 300 fue el 16 de febrero de 2003.
Los integrantes del team 2003 que realizaron la última presentación en el avión Extra-300 fueron:
Halcón 1 Capitán Luis Cortés,
Halcón 2 Capitán Patricio Romero,
Halcón 3 Capitán Raúl Mera,
Halcón 4 Capitán Eric Hermann,
Halcón 5 Capitán Cristian Bolton.
El último piloto formado por el team en el avión Extra 300 fue el Teniente Cristian Bolton durante los meses de mayo a agosto del año 2002.
La Escuadrilla de Alta Acrobacia Halcones ha obtenido sus principales distinciones con el material Extra 300, demostrando con esto el alto profesionalismo de la Fuerza Aérea.

### Extra EA 300L (2003 - 2021)
El prestigio alcanzado por la Escuadrilla de Alta Acrobacia Halcones, tanto a nivel nacional como internacional, se debe sin duda al sobresaliente desempeño de cada uno de sus integrantes y de los excelentes materiales aéreos seleccionados para esta Escuadrilla.

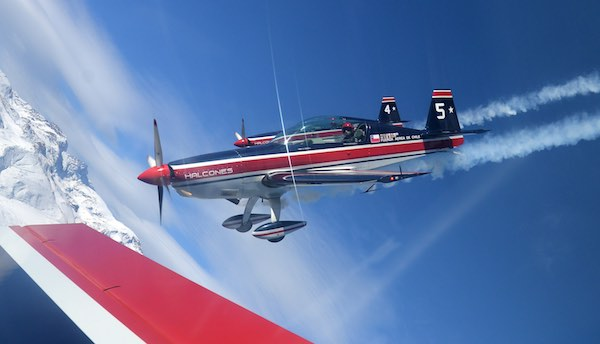
Extra 300L de los Halcones volando en formación y realizando un loop.

Debido al éxito alcanzado con el material Extra 300, a partir del año 2003, renovó su material de vuelo por la versión Extra EA 300L. Esta aeronave es la modificación con motor más potente, hélice cuadripala y ala baja. Aumentando además la razón de roll de 360°/seg a 420°/seg, con esto y sus performances se logran incorporar nuevas maniobras principalmente del avión N.º 5 que realiza el "solo", algunas como la nueva maniobra del despegue, despegue en filo de cuchillo, Lomcevak, tumble en 45°. La formación por su parte mostró un escarpado con los números en vuelo invertido y el loop invertido.
La primera presentación en material Extra 300L fue el 29 de febrero de 2003. Siendo el primer piloto formado en este material, el Teniente (A) Andrés Fuentealba S.

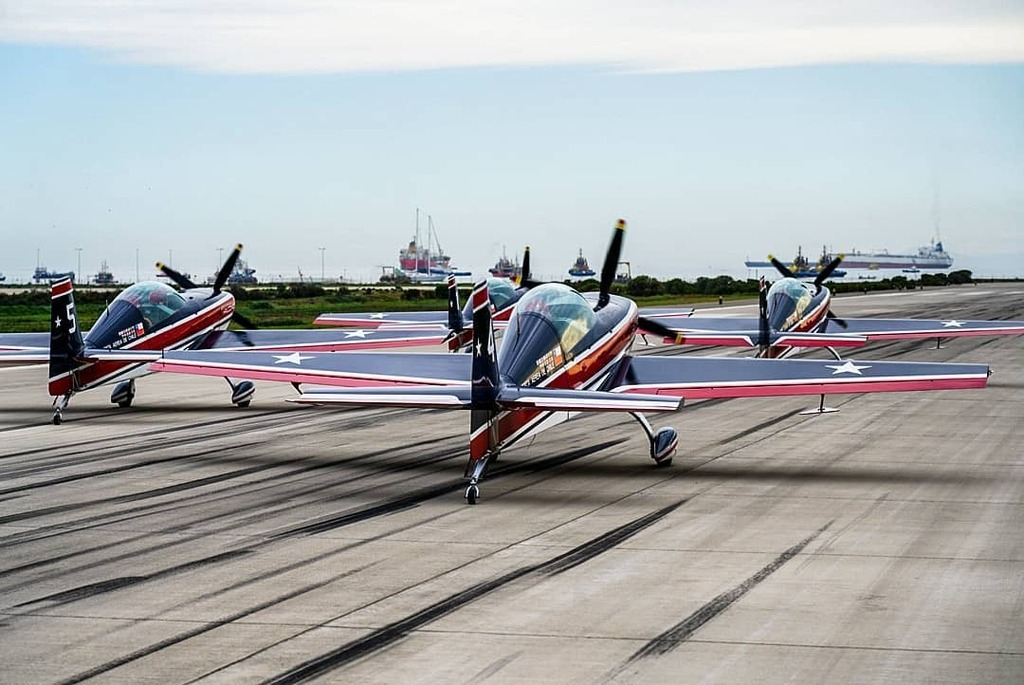
Extra 300L de la Escuadrilla Halcones sobre la pista de aterrizaje de la Base Aérea de Quintero.

En este avión se han presentado en diversos países y en eventos relevantes, sumando así más países visitados, los que se llevan puestos en banderas en su fuselaje llegando a completar un total de 12 países, manteniendo el prestigio de esta Patrulla Acrobática a nivel internacional.
| Año  | Lugar y evento                                        | País        |
| ---- | ----------------------------------------------------- | ----------- |
| 2007 | La Paz.                                               | Bolivia     |
| 2008 | International Air Tattoo.                             | Reino Unido |
| 2012 | Pirassununga, 60.º Aniversario Esquadrilha da Fumaça. | Brasil      |
| 2012 | Córdoba, Centenario de la Aviación Militar Argentina. | Argentina   |
| 2015 | Medellín, F-AIR.                                      | Colombia    |
| 2015 | Manta, Guayaquil, Aniversario 95 FAE.                 | Ecuador     |
| 2017 | Pirassununga, 65.º Aniversario Esquadrilha da Fumaça. | Brasil      |

El último líder al mando de la Escuadrilla Halcones durante la etapa del Extra 300L fue el entonces Capitán de Bandada (A) Cristóbal Contreras Basualto (Capone), siendo este además el primero en liderar al team con el próximo material de vuelo GameBird GB1.

### GameComposites GameBird GB1 (2021-actualidad)
El 1° de febrero de 2019, Philip Steinbach, diseñador y copropietario de GameComposites, señaló a la revista de la AOPA que la Fuerza Aérea de Chile adquirió siete aviones GameBird GB1. Lo anterior fue confirmado en el almuerzo con los medios de prensa, realizado el 5 de marzo del mismo año en el Club de Oficiales de la FACh, señalando que las primeras aeronaves deberían arribar a Chile desde el mes de julio, y la última, en diciembre próximo. Se indicó además que poseerán un nuevo esquema de colores, distinto al azul predominante desde el año 1981. De resultar todo de acuerdo a lo programado, debieran debutar para FIDAE 2020.

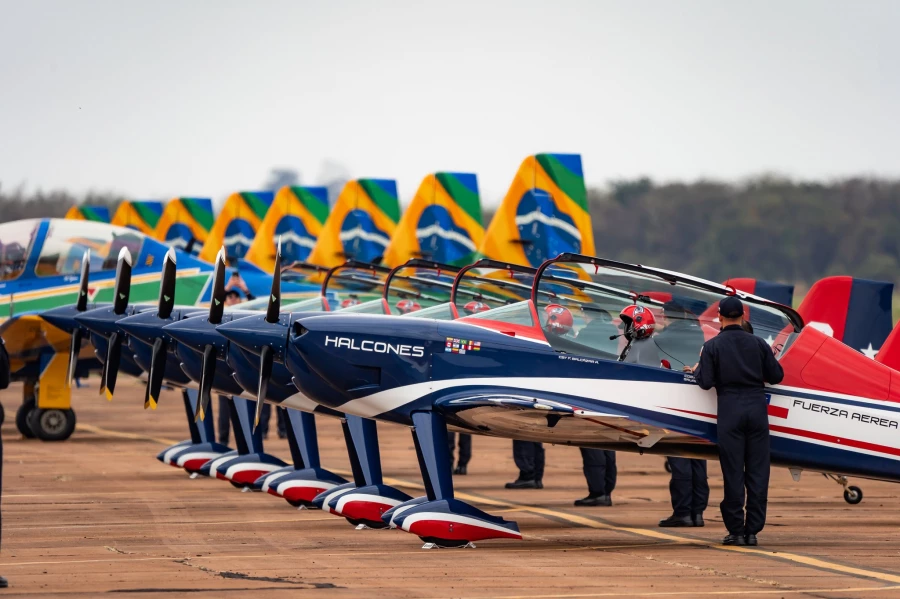
Línea de vuelo de la Escuadrilla de Alta Acrobacia Halcones y la Esquadrilha da Fumaça.

El 21 de agosto de 2022 la Escuadrilla de Alta Acrobacia Halcones realizó su primera presentación internacional en Pirassununga, Brasil con los nuevos aviones GameBird GB1. El encargado de liderarlos fue el entonces Capitán de Bandada (A) Cristóbal Contreras Basualto (Capone). Según la Fuerza Aérea de Chile, las tripulaciones del team acrobático acondicionaron las aeronaves que fueron trasladas en material C-130 "Hércules" del Grupo de Aviación Nº10 y que llegaron hasta Pirassununga donde realizaron exhibiciones en el denominado "Domingo Aéreo 2022", en conmemoración del 70.º aniversario de la Esquadrilha da Fumaça de la Fuerza Aérea Brasileña.
Más de 100.000 personas asistieron al evento aéreo donde destacaron las acrobacias de los Halcones tales como: Roll y Loop Volado en Espejo, Break Chileno, Cruzamiento Filo de Cuchillo, el corazón y la estrella, entre otras.
En noviembre de 2022 la Escuadrilla de Alta Acrobacia Halcones se presenta en Concepción y fue protagonizada por cinco aviones GB1. Ese mismo mes, pero el 13 de noviembre, un Gamebird GB1 número 4 realizó un aterrizaje de emergencia sobre un campo abierto de un colegio de Chillán, luego de una grave falla de motor mientras realizaba un vuelo de traslado. El piloto y el mecánico que iban en el avión resultaron con lesiones leves. Ningún civil se vio involucrado en el accidente, resultando dañado solo parte del avión y una bodega que se encontraba en el lugar.

## Pilotos de la Escuadrilla Halcones (2025)
Halcón N.º 1 Francisco Quiroga Vásquez, "QUIMERA", Capitán de Bandada (A) y Líder de los Halcones. 
Halcón N.º 2 Alfredo Castro Faundez, "CRIXUS", Capitán de Bandada (A), Ala derecha.  
Halcón N.º 3 Álvaro Rivas Schäfer, "RONN", Capitán de Bandada (A), Ala izquierda y Sublíder.
Halcón N.º 4 Sebastián Vilches Meza, "VADER", Capitán de Bandada (A), Farol.  
Halcón N.º 5 Juan Ignacio López Poblete, "LUKE", Teniente (A), Solo. 
Halcón N.º 5 Angello Fabiani Viacava, "FULCRUM", Teniente (A), Solo. 

### Requisitos para ser un piloto de la Escuadrilla Halcones de la Fuerza Aérea de Chile
Los pilotos deben graduarse de oficiales (rama aérea) de la Escuela de Aviación "Capitán Manuel Ávalos Prado" y para pasar a integrar la Escuadrilla, deben llevar a lo menos 6 años volando, cumplir con el requisito del grado teniente y 600 horas de vuelo.

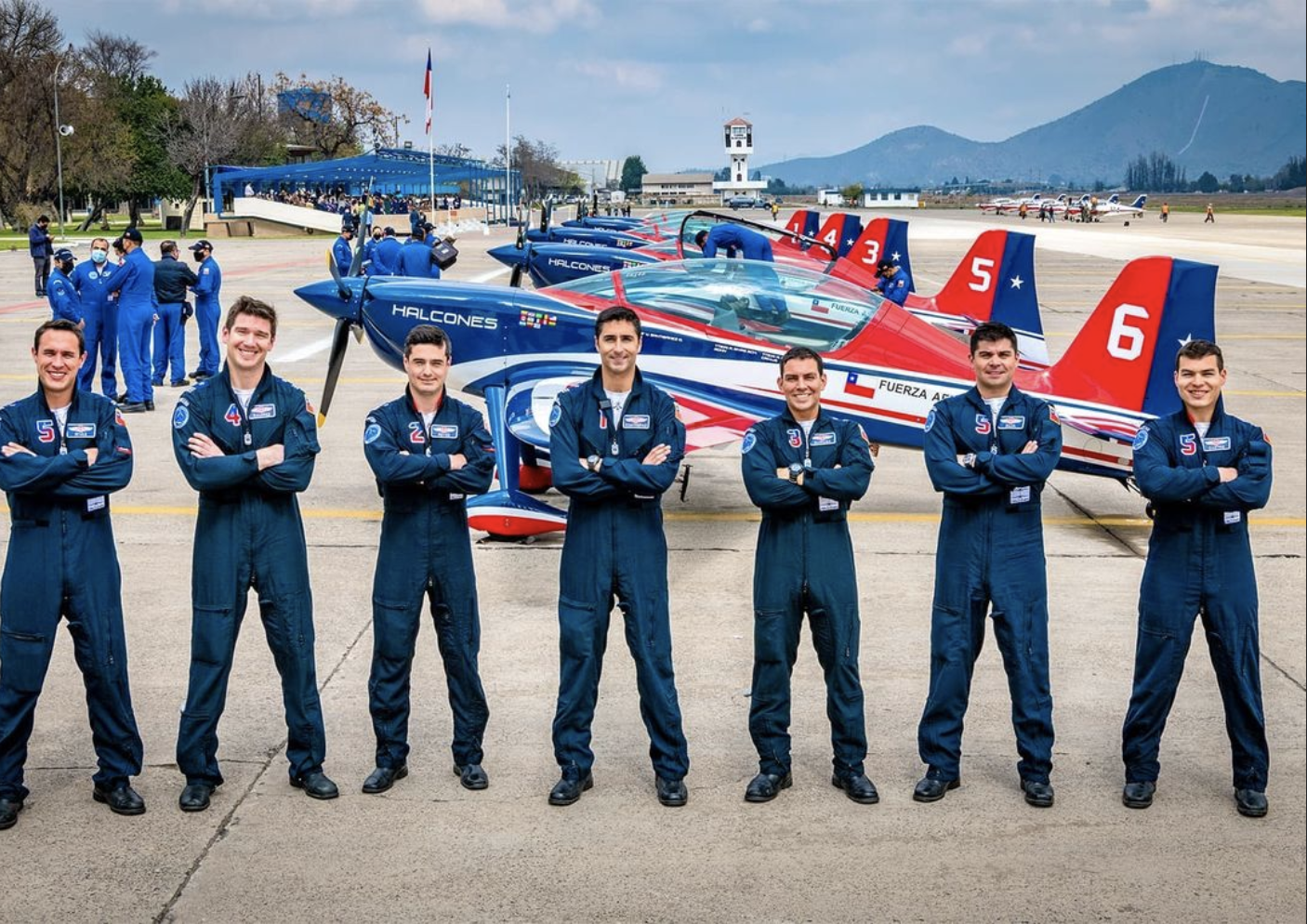
Pilotos de la Escuadrilla de Alta Acrobacia Halcones (2022).

La postulación es voluntaria y para ser seleccionados deben rendir exámenes de aerodinámica, educación física, psicológico y conocimientos generales. Durante el proceso de instrucción, los pilotos estudiantes aprenden a volar el avión y a practicar todas las maniobras con instructores (estos suelen ser los mismos pilotos de la Escuadrilla), quienes les enseñan a adquirir confianza en el pilotaje. 
La proyección de un Halcón, en el caso de los pilotos, es entre 4 y 8 años, tiempo suficiente para lograr una adecuada eficiencia en las maniobras; y para que cada piloto vuelva a su especialidad de origen, ya sea combate, transporte o helicóptero. En algunas maniobras se vuela a no más de un metro de distancia.
El puesto de líder de los Halcones lo ocupa el oficial más antiguo en grado jerárquico, quien, basado en su vasta experiencia y después de haberse desempeñado en alguno de los puestos del team, tiene por misión guiar a la Escuadrilla, realizando diferentes tipos de maniobras acrobáticas en formación. Además, debe cumplir con la mayor experiencia y jerarquía militar, junto con un mínimo de 800 horas de vuelo con el material de vuelo que utiliza la Escuadrilla.

## Premios

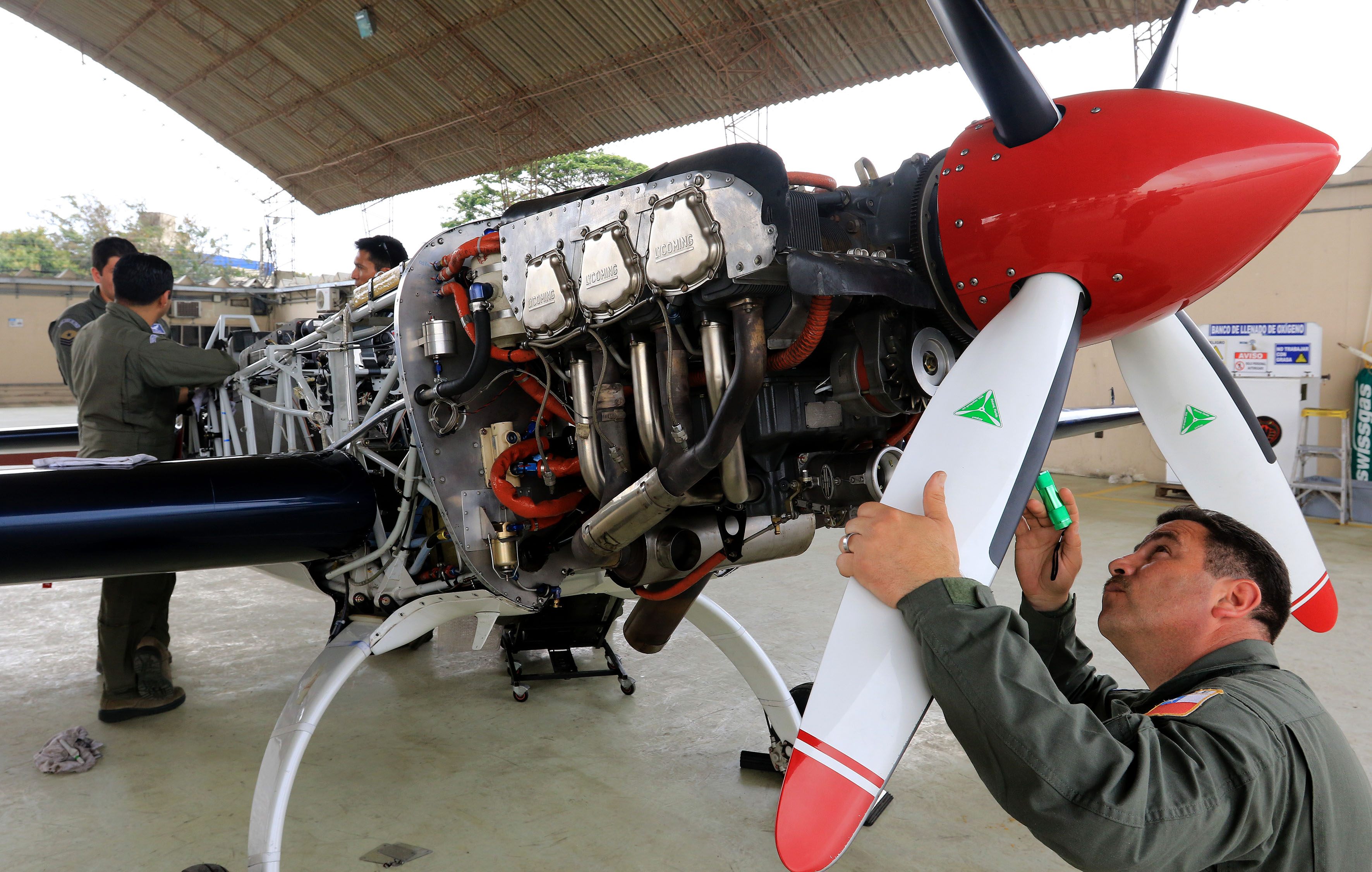
Los Halcones preparan las aeronaves que participarán del Festival Aéreo que realiza la Fuerza Aérea Ecuatoriana (2015).

Durante sus 30 años, la Escuadrilla de Alta Acrobacia "Halcones" ha visitado países donde el Team ha obtenido el reconocimiento de miles de personas, dejando muy en alto no solo el nombre de la Fuerza Aérea de Chile, sino también el del país. Generalmente, los aviones de los Halcones dejan una estela de humo de color blanco, con el cual hacen figuras en el cielo, como hammer head encontrado, loop y roll volado en espejo, espejo de cuatro aviones y el break de cuatro aviones entre otras.

### Best Air Display
Este premio fue obtenido en la ciudad de Springfield (Estados Unidos) en 1990 y en mérito a la excelente presentación realizada con el nuevo avión adquirido por la Escuadrilla: el Extra-300. Se debe destacar que la Escuadrilla de Alta Acrobacia Halcones fue el primer Team en utilizar este avión para sus demostraciones. Este reconocimiento eleva aún más el nombre de nuestra Escuadrilla, ya que fue obtenido solo con un año de experiencia en el Extra-300.
Estos aviones fueron traídos por un grupo de 04 especialistas de alto nivel enviados a Alemania sus nombres:
Marcelo Schooner Smith.
Fabián Medina Orellana.
Teobaldo Cancino Labarca.
Carlos Lavín Valerio.

### Sir Douglas Bader
Este premio fue obtenido en la segunda visita de la Escuadrilla a Inglaterra en el International Air Tattoo de 1993. En esta oportunidad, el Team nuevamente cautivó al público, siendo este premio el más importante que se entrega en dicho festival aéreo.

### Best Individual Flying Demostration
En 1993, durante la participación en el International Air Tattoo de Inglaterra, además de obtener el premio a la mejor presentación de un Team extranjero, el avión "solo" de la formación fue reconocido con la distinción como "Mejor Presentación Individual".

### 50.º aniversario de la USAF
En el marco de la ceremonia del cincuentenario de la Fuerza Aérea de Estados Unidos en 1997, la Escuadrilla de Alta Acrobacia Halcones fue invitada a participar en la celebración junto a los mejores Team del mundo, en reconocimiento a su brillante trayectoria.

### 50.º aniversario de la FAI
El año 1998 y durante la celebración del cincuentenario de la Fuerza Aérea de Israel, la Escuadrilla de Alta Acrobacia Halcones fue invitada a participar de este evento, gracias a su enorme profesionalismo y calidad que la ha distinguido durante todos estos años.

### Ives Duval
Este es el premio más importante de esta Escuadrilla. Obtenido en la ciudad de Evreux, Francia, en julio de 1998, durante el Primer Campeonato Mundial de Patrullas Acrobáticas, celebrado con ocasión del centenario del Aeroclub de Francia.
A este festival fueron invitados trece países con sus respectivos Teams acrobáticos, y la Escuadrilla Halcones fue elegida como la "MEJOR ENTRE LOS MEJORES".
Este reconocimiento tiene un mayor realce debido a que los mismos pilotos participantes tuvieron la importante misión de elegir al Team ganador. El premio fue entregado por el ministro de Defensa Francés, acompañado por el Comandante en Jefe de la Fuerza Aérea de dicho país.

## Accidentes

### Fatales
El lunes 13 de julio de 1992, en una presentación en la playa Cavancha en Iquique, el piloto integrante de la escuadrilla aérea “Halcones”, teniente Roberto Pérez Figueroa, murió al caer su avión al mar mientras realizaba una prueba de caída libre.
A las 14:26 del 9 de noviembre de 2011, durante un ejercicio de entrenamiento, el Halcón nº3 Teniente Cristián Padilla, de 28 años, se estrelló en el aeródromo El Bosque, en Santiago de Chile, y perdió la vida. De acuerdo a los primeros antecedentes periodísticos, una de las causas probables es que el piloto pudo haberse desmayado al momento de realizar las maniobras en el aire, perdiendo de esta manera el control del avión y cayendo a tierra. Sin embargo aún se espera un comunicado oficial de la FACH. El piloto, que volaba un avión "Extra 300L", contaba con 10 años de servicio en la institución y con más de dos años en la Escuadrilla de Alta Acrobacia Halcones.
La Fuerza Aérea de Chile informó que aproximadamente a las 10:30 del 15 de marzo de 2013, una aeronave Extra 300L de la Escuadrilla de Alta Acrobacia “Halcones” se precipitó en tierra, dentro de la Base Aérea Quintero, asentada en esa localidad. La aeronave se encontraba efectuando un vuelo de mantenimiento y era pilotada por el Halcón nº5 Capitán de Bandada (A) Eduardo Varas de la Fuente, quien falleció en el lugar, junto al inspector de mantenimiento, el suboficial Cristián García. El accidente está siendo investigado por la Fiscalía de Aviación de Santiago.

### Otros
El 25 de agosto de 1993, en la Base Aérea Los Cerrillos, se precipitó a tierra un avión Extra 300, piloteado por el CDB (A) Claudio Plinio Pandolfi, que salvó la vida con múltiples lesiones graves, este impacto fue de 16'G'.
En diciembre de 2017, fue entregada al Museo de la Escuadrilla de Alta Acrobacia Halcones parte de la carlinga con una placa recordatoria, donde aparecen los nombres del piloto, CDB (A) Claudio Pandolfi, y del tripulante, sargento segundo Teobaldo Cancino Labarca, del avión siniestrado.
El 7 de septiembre de 2019 se accidentó un GB1 Gamebird en la comuna de El Bosque, el piloto Cristóbal Contreras logró saltar de la aeronave antes de que se precipitara a tierra, quedando con algunas lesiones producto del salto.
El 13 de noviembre de 2022 un Gamebird GB1 número 4 realizó un aterrizaje de emergencia luego de una falla de motor mientras realizaba un sobrevuelo en la ciudad de Chillán, el piloto y el mecánico que iban en el avión resultaron con lesiones leves.
Véase también
- Anexo:Equipos militares de acrobacia aérea
- II Brigada Aérea de la FACH
- Fuerza Aérea Chilena